# De Orde van Taeguk
De Orde van Taeguk, (Koreaans: "Taegukjang"), was een Orde van Verdienste van het Keizerrijk Korea. De orde werd op 17 april 1900 ingesteld door Keizer Kwangmu en bestond uit een Bijzondere Klasse die "Lihwa Taehunjang" werd genoemd en acht graden waarvan de VIIe en VIIIe Klasse overeenkwamen met een gouden en zilveren medaille in een Europese ridderorde.
Koreaans is moeilijk te vertalen, men treft als vertaling "Orde van het Nationaal Wapen" aan. Anderen vertalen als "Taegukorde van Verdienste". Ook de huidige Orde van Verdienste van het Koreaanse Rode Kruis wordt "Taeguk-Jang" genoemd. 

## Graden van de Orde van Taeguk
- Bijzondere Klasse of "Lihwa Taehunjang" .
- Ie Klasse of Grootlint
- IIe Klasse
- IIIe Klasse
- IVe Klasse
- Ve  Klasse
- VIe Klasse
- VIIe Klasse
- VIIIe Klasse

Het versiersel van de orde is een achtpuntige ster met 32 wit geëmailleerde zilvergerande stralen. Als verhoging en verbinding met het lint is een witte kersenbloem boven een groen blad aangebracht. Het versiersel lijkt sprekend op dat van de Japanse Orde van de Rijzende Zon.
Het versiersel wordt aan rood lint met twee brede purperen strepen langs de rand gedragen.